# وکلوز ۱۰۹۲۷
سیارک ۱۰۹۲۷ (به انگلیسی: 10927 Vaucluse، نامگذاری:1998BB42) ده هزار و نهصد و بیست و هفتمین سیارک کشف شده‌است که در ۲۹ ژانویه ۱۹۹۸ کشف شد.
قدر مطلق سیارک برابر ۱۳٫۶۰ است.